# Horwoodia
Horwoodia es un género de plantas de flores de la familia Brassicaceae. Tiene una sola especie, Horwoodia dicksoniae. 